# 斉藤京子 (ものまねタレント)
斉藤 京子（さいとう きょうこ、2月4日生）は、日本のものまねタレント。ジンセイプロ所属。別名義ゴージャス 京子（ごーじゃす きょうこ）。青森県出身。

## 人物
元はとバスのバスガイド。はとバス時代は、「ものまねガイドさん」として人気者になり数々のものまね番組に出場する。そこでチャンピオンになったことをキッカケにプロデビュー。
中年層の男性を中心に多くのファンを持ち、「ものまね界」の女王の異名を持つ。
2023年には、『キョコロヒー』（テレビ朝日）に出演し日向坂46の齊藤京子の大活躍をきっかけにゴージャス京子に改名したことを紹介。MCの斎藤京子と共演し話題を呼んだ。

## 芸歴

### NHK
- お好み演芸会
- NHK新人演芸コンクール
- 演芸広場

### フジテレビ
- 発表!日本ものまね大賞（特別賞受賞）
- 極道の妻たちスペシャル（岩下志麻ものまね）

### 日本テレビ
- 史上最強ものまねバトル

### テレビ東京
- 全日本そっくり大賞（ものまね部門大賞 / 1988年大賞）

### テレビ朝日
- ザ・テレビ演芸（5週勝ち抜きチャンピオン）
- モーニングショー（レポーター）
- 遠山の金さん（町娘 / おりん役）
- キョコロヒー（2023年2月13日 / ゲスト出演）

### TBS
- スーパーフライデー

### ラジオ
- わくわくサンデー（山形放送 / レギュラー出演）
- 吉田照美のやる気MANMAN!（文化放送 / ゲスト出演）

### 舞台・イベント
- 由利徹『花の雲団九郎一座』（常盤座）
- マギー司郎おしゃべりマジックwith斉藤京子ものまね七変化[2][3][4]
- ホテル金沢サマーフェスタ SUMMER FESTA 2023（ホテル金沢 / ゴージャス京子名義 / 2023年7月27日・28日）[5]

### CF
- 三菱電機
- 日本ユニシス
- 資生堂

### CD
- ものまね女の流れ歌（アルバトロス音楽出版、2016年）[6][7]

## レパートリー

### 歌まねシリーズ
- 小林幸子
- 美空ひばり
- 坂本冬美
- 八代亜紀
- 山本リンダ
- 小柳ルミ子
- 松田聖子
- 中森明菜
- あべ静江
- アグネス・チャン
- 天地真理
- 桜田淳子
- 青江三奈
- 園まり
- 山口百恵
- 大月みやこ
- 高橋真梨子
- 松任谷由実
- 中島みゆき
- 森高千里

ほか

### 女優シリーズ
- 黒柳徹子
- 薬師丸ひろ子
- 吉永小百合
- 大原麗子
- 中村玉緒
- 市原悦子
- 岸田今日子
- キャシー中島
- 宇多田ヒカル
- 山瀬まみ
- 仲間由紀恵
- デヴィ夫人

ほか

### 映画シリーズ
『極道の妻たち』より
- 岩下志麻
- 十朱幸代
- かたせ梨乃
- 三田佳子

### アニメシリーズ
- クレヨンしんちゃん
- ちびまる子ちゃん